# Love Me All Over
「Love Me All Over」（ラヴ・ミー・オール・オーヴァー）は、J-FRIENDSの5作目のシングル。2002年12月18日発売。発売元はジャニーズ・エンタテイメント。

## 解説
J-FRIENDSとしては最後のシングルとなり、これをもってJ-FRIENDS PROJECTは6年のプロジェクトを満了し幕を降ろした。

## タイアップ
- フジテレビ系『メントレG』テーマソング（#1）
- フジテレビ系『VivaVivaV6』テーマソング（#1）
- フジテレビ系『堂本兄弟』テーマソング（#1）

## 収録曲
※-Backing Track-は通常盤のみ収録。
1. Love Me All Over
作詞/作曲/編曲：モーリス・ホワイト、プレストン・グラス、日本語詞：J-FRIENDS、ホーンアレンジ：ジェリー・ヘイ
2. 君を想うよ
作詞/作曲：清水昭男、編曲：新川博、コーラスアレンジ：知野芳彦
3. Love Me All Over -Backing Track-
4. 君を想うよ -Backing Track-